# Richi Nagy

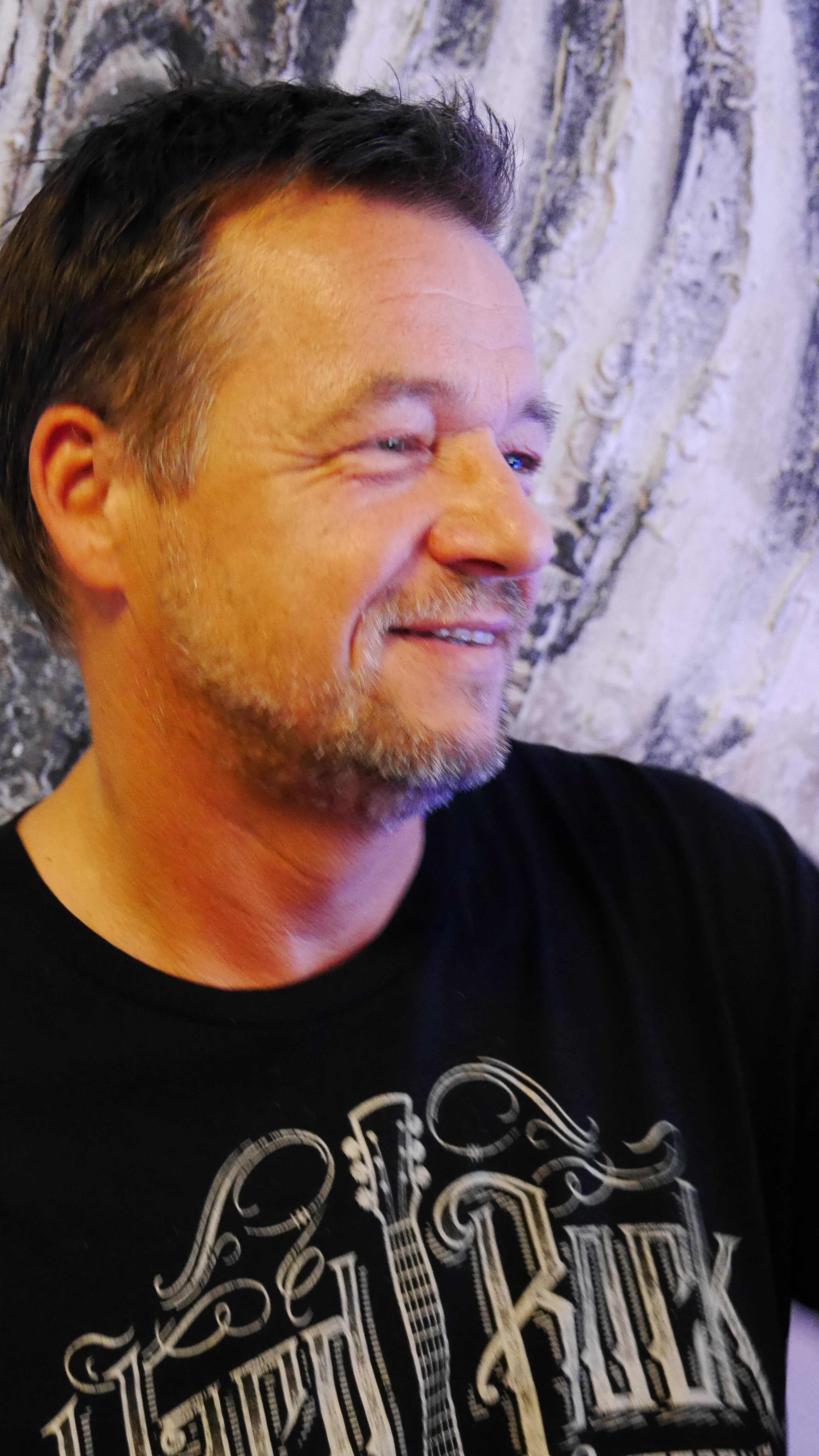
Richi Nagy (2016)

Richard Otto „Richi“ Nagy (* 9. Oktober 1966 in Wien, Österreich) ist ein österreichischer Rock-Pop-Sänger und Songwriter sowie Arrangeur und Musikproduzent. Sein bekanntestes Lied ist Von Zeit zu Zeit aus dem Jahr 2005.

## Jugend und Privatleben
Nagy wurde 1966 als Sohn von Otto Nagy und Edith Nagy in Wien-Ottakring geboren und wuchs in Wien-Floridsdorf auf. 1987 heiratete er Doris Angerer, mit der er zwei Töchter hat. Das Paar ließ sich 2003 scheiden. Mit seiner zweiten Frau war Nagy von 2004 bis 2016 verheiratet. 2017 heiratete er seine dritte Frau Bernadette.

## Karriere als Musiker

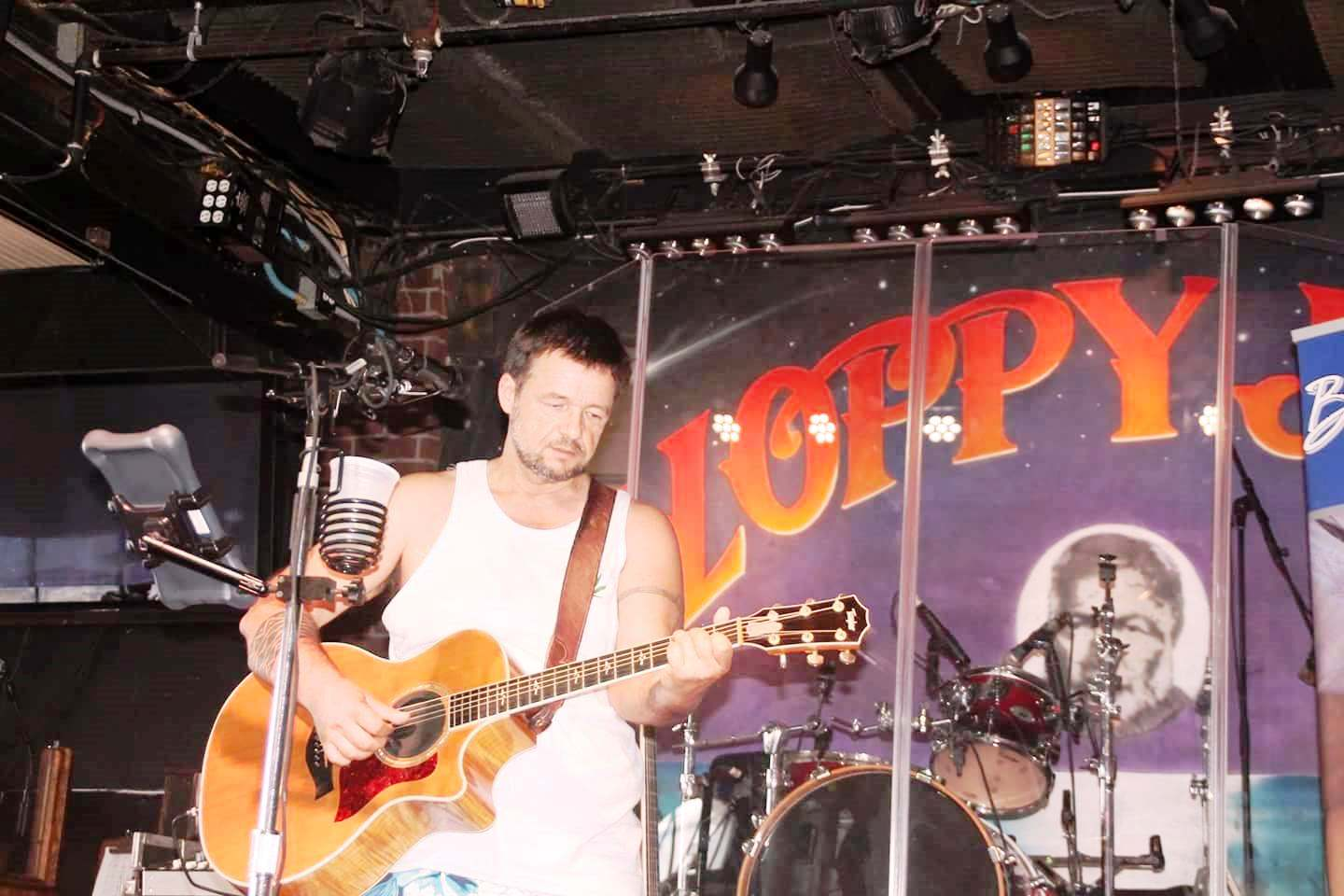
Richi Nagy live in Sloppy Joe’s, Key West, Florida 2015

Nagy begann bereits im Kindesalter zu singen und sich auf der Gitarre zu begleiten. 1984 schloss er sich der Tanz- und Partyband Freetime an und schrieb 1986 sein erstes Lied Topmost of All. 1993 wurden für das Projekt Made In Vienna zwei Lieder von Nagy produziert. Die Veröffentlichung der Lieder Dirty Deep und Friends erfolgte unter dem Pseudonym Brothers in Law. In den späten 1990ern trat Nagy mit seinem Soloprogramm Remember Elvis auf und gründete 2002 die Remember Elvis Band. Mit seinen Bandkollegen Charlie „Lloyd“ Hloch und Harry „Hudson“ Hauzenberger interpretierte er die Musik von Elvis Presley ohne Imitation. Immer wieder holte sich Nagy Gastmusiker wie Ulli Bäer, Thomas Hechenberger oder Martin Wichtl in die Band. 2005 veröffentlichte er in Zusammenarbeit mit Wolfgang Czeland – Wollvieh Productions die Maxi-Single Von Zeit zu Zeit. In den Jahren 2007 und 2008 spielte die Remember Elvis Band im Rahmen des Wiener Silvesterpfades auf der Bühne vor dem Wiener Rathaus vor tausenden Menschen. 2009 produzierte Nagy sein Album I Werd mit Eigenkompositionen im Wiener Dialekt und englisch. Im selben Jahr gründete er sein Plattenlabel Likeke-Music wo Nagy seither seine Musik produziert und veröffentlicht. Im Zuge der COVID-19-Pandemie schrieb er das Lied „A Bruck'n“, das am 29. Mai 2020 veröffentlicht wurde.

## Diskografie
| Jahr | Titel                                     | Album/CD                                  | Plattenlabel         |
| ---- | ----------------------------------------- | ----------------------------------------- | -------------------- |
| 1993 | Dirty Deep                                | Made in Vienna VII                        | Wollvieh-Productions |
| 1993 | Friends                                   | Made in Vienna VII                        | Wollvieh-Productions |
| 2005 | Von Zeit zu Zeit                          | Von Zeit zu Zeit                          | Tonart               |
| 2005 | Ned ohne Di                               | Von Zeit zu Zeit                          | Tonart               |
| 2005 | Kana wird zum Schluss die Rechnung zahl’n | Von Zeit zu Zeit                          | Tonart               |
| 2009 | I Werd                                    | I Werd                                    | Tonart               |
| 2009 | Nomaden                                   | I Werd                                    | Tonart               |
| 2009 | Ned ohne Di                               | I Werd                                    | Tonart               |
| 2009 | Mei’ schönster Traum                      | I Werd                                    | Tonart               |
| 2009 | I Wü Mei Madl wieder Z’ruck               | I Werd                                    | Tonart               |
| 2009 | Schlussstrich                             | I Werd                                    | Tonart               |
| 2009 | Kana wird zum Schluss die Rechnung zahl’n | I Werd                                    | Tonart               |
| 2009 | Wie schaut’s aus                          | I Werd                                    | Tonart               |
| 2009 | Von Zeit zu Zeit                          | I Werd                                    | Tonart               |
| 2009 | Secret Woman                              | I Werd                                    | Tonart               |
| 2009 | The First Time                            | I Werd                                    | Tonart               |
| 2009 | Birgit                                    | Birgit                                    | Likeke-Music         |
| 2009 | Dirty Deep                                | Dirty Deep                                | Likeke-Music         |
| 2009 | Es Gibt Ned Vü Wos Zählt                  | Dirty Deep                                | Likeke-Music         |
| 2010 | Love Is What I Do                         | Love Is What I Do                         | Likeke-Music         |
| 2012 | Risk                                      | Risk                                      | Likeke-Music         |
| 2013 | This Sweet Girl                           | This Sweet Girl                           | Likeke-Music         |
| 2015 | Weihnachten Ohne Mei Frau                 | Weihnachten Ohne Mei Frau                 | Likeke-Music         |
| 2016 | Zwa Menschen auf an Weg                   | Zwa Menschen auf an Weg                   | Likeke-Music         |
| 2016 | Aus Heutiger Sicht                        | Zwa Menschen auf an Weg                   | Likeke-Music         |
| 2016 | Dominikland                               | Zwa Menschen auf an Weg                   | Likeke-Music         |
| 2017 | I hob ka Fernweh mehr                     | I hob ka Fernweh mehr                     | Likeke-Music         |
| 2017 | Hangover in Key West                      | Hangover in Key West                      | Likeke-Music         |
| 2017 | Des Bier in mir feat. Gerhard Schleser    | Des Bier in mir                           | Likeke-Music         |
| 2017 | Santa Claus und Santa Maus                | Santa Claus und Santa Maus                | Likeke-Music         |
| 2018 | Ned ohne di (Authentic Version 2018)      | Ned ohne di (Authentic Version 2018)      | Likeke-Music         |
| 2019 | Anders als die Andern                     | Anders als die Andern                     | Likeke-Music         |
| 2019 | Wie schaut's aus (Authentic Version 2019) | Wie schaut's aus (Authentic Version 2019) | Likeke-Music         |
| 2019 | Wundermedizin                             | Wundermedizin                             | Likeke-Music         |
| 2020 | A Bruck'n                                 | A Bruck'n                                 | Likeke-Music         |
| 2020 | Huach auf di                              | Huach auf di                              | Likeke-Music         |
| 2020 | Das Kribbeln is weg                       | Das Kribbeln is weg                       | Likeke-Music         |
| 2020 | Sanfte Energie                            | Sanfte Energie                            | Likeke-Music         |
| 2020 | 27 Grad                                   | 27 Grad                                   | Likeke-Music         |
| 2020 | Treib's mit mir (ned zu bunt)             | Treib's mit mir (ned zu bunt)             | Likeke-Music         |
| 2021 | Da Oide hot si a Boot kauft               | Da Oide hot si a Boot kauft               | Likeke-Music         |
| 2021 | Jedes Liad is a Insel                     | Jedes Liad is a Insel                     | Likeke-Music         |
| 2021 | Du host des Glück vua da Nosn             | Du host des Glück vua da Nosn             | Likeke-Music         |
| 2021 | Weana Dialekt                             | Weana Dialekt                             | Likeke-Music         |
| 2022 | Echte Frauen                              | Echte Frauen                              | Likeke-Music         |
| 2022 | Maunchmoi schau i di nur au               | Maunchmoi schau i di nur au               | Likeke-Music         |
| 2023 | Da Mau, der i ned bin                     | Da Mau, der i ned bin                     | Likeke-Music         |
| 2023 | Wüd Entschlossn                           | Wüd Entschlossn                           | Likeke-Music         |
| 2024 | My Old Box                                | My Old Box                                | Likeke-Music         |
| 2024 | Shaft Of Sunlight                         | Shaft Of Sunlight                         | Likeke-Music         |